# Kołobrzeg Suspense Film Festival
Kołobrzeg Suspense Film Festival – międzynarodowy festiwal filmowy, którego ideą programową są projekcje najlepszych polskich i zagranicznych filmów sensacyjnych, a także przybliżenie widzom osób, które je współtworzą. Festiwal zainaugurował swoją działalność w sierpniu 2012 roku, a jego gospodarzem jest Tomasz Raczek.

## Festiwal
Obok prezentacji filmowych, spotkań z aktorami, reżyserami i krytykami filmowymi oraz dyskusji z nimi na temat kina sensacyjnego organizowane są także m.in. warsztaty twórców filmowych oraz specjalistów z zakresu technologii filmowej i postprodukcji obrazu czy pokazy pirotechniczno-kaskaderskie.
Pierwsza edycja KFF wzbudziła duże zainteresowanie zarówno wśród publiczności, jak i polskiego środowiska filmowego. Kolejne edycje wzbudziły zainteresowanie międzynarodowe – dlatego podczas IV edycji po raz pierwszy zorganizowany został Suspense Film Competition na najlepszy europejski film sensacyjny oraz międzynarodowe Targi Filmowe.
W 2018 roku będzie miała miejsce VII edycja Kołobrzeg Suspense Film Festival. Odbędzie się ona w dniach 4–8 lipca.

## Nagrody i laureaci

### Kołobrzeska Nagroda Filmowa „Latarnik”
Przyznawana reżyserowi, który w swoich filmach łączy artystyczne walory kina gatunkowego z sympatią widzów.
- 2012 – Wojciech Wójcik, Władysław Pasikowski
- 2013 – Ryszard Bugajski
- 2014 – Agnieszka Holland
- 2015 – Waldemar Krzystek
- 2016 – Jacek Bromski
- 2017 – Abel Ferrara, Janusz Majewski

### Nagroda aktorska „Ikona Polskiego Kina”
- 2012 – Stanisław Mikulski
- 2013 – Grażyna Szapołowska, Janusz Gajos
- 2014 – Jan Nowicki
- 2015 – Katarzyna Figura, Jerzy Stuhr
- 2016 – Andrzej Seweryn, Wojciech Pszoniak
- 2017 – Piotr Fronczewski, Magdalena Zawadzka

### Nagroda aktorska „Ikona Światowego Kina”
- 2015 – Nastassja Kinski
- 2016 – Jürgen Prochnow
- 2017 – Franco Nero

### Nagroda publiczności dla Najlepszego Filmu Festiwalu
Po każdej projekcji filmu widzowie głosują na kartach do głosowania. Plebiscyt po raz pierwszy miał miejsce w 2015 roku.

## Goście

### 2012
- Stanisław Mikulski
- Wojciech Wójcik
- Władysław Pasikowski
- Tomasz Raczek
- Joanna Szczepkowska
- Emil Karewicz
- Robert Gonera
- Zbigniew Buczkowski
- Anna Samusionek
- Jakub Kamieński
- Sylwester Chęciński
- Piotr Mularuk
- Piotr Wojtowicz
- Piotr Lenar

### 2013
- Grażyna Szapołowska
- Janusz Gajos
- Ryszard Bugajski
- Tomasz Raczek
- Ewa Szykulska
- Maria Mamona
- Magdalena Kumorek
- Robert Gonera
- Zbigniew Buczkowski
- Marek Włodarczyk
- Maciej Kowalewski
- Agnieszka Rylik
- Wojciech Wójcik
- Wiesław Saniewski
- Piotr Sobociński jr.
- Janusz Kondratiuk
- Eugeniusz Korin
- Paweł Łuczyc-Wyhowski
- Wojciech Majewski
- Beata Matuszczak
- Grażyna Pieczuro
- Eva Geijerstam
- Lars-Eric Larsson

### 2014
- Jan Nowicki
- Tomasz Raczek
- Anna Dereszowska
- Janusz Chabior
- Eryk Lubos
- Magdalena Boczarska
- Zofia Wichłacz
- Barbara Kurzaj
- Magdalena Łazarkiewicz
- Wojciech Wójcik
- Jan Jakub Kolski
- Greg Zgliński
- Aniela Lubieniecka
- Anna Seitz-Wichłacz
- Tivi Magnusson
- Allesandro Leone
- Janusz Kołodziej
- Wanda Ziembicka-Has
- Magdalena Żelasko
- Jagoda Szelc

### 2015
- Katarzyna Figura
- Jerzy Stuhr
- Janusz Chabior
- Maciej Zakościelny
- paKamera
- Waldemar Krzystek
- Andrzej Saramonowicz
- Wojciech Mecwaldowski
- Grzegorz Małecki
- Julien Seri
- Gianni Quaranta
- Sarah Pinborough(inne języki)
- Gerardo Herrero
- Ioanna Bolomyti

### 2016
- Kinga Dębska
- Gabriela Muskała
- Barbara Kurzaj
- Marta Żmuda Trzebiatowska
- Sonia Bohosiewicz
- Monika Kowalska
- Ola Salwa
- Anna Tatarska
- Marian Dziędziel
- Krzysztof Stroiński
- Włodzimierz Matuszak
- Dariusz Kordek
- Zbigniew Buczkowski
- Kamil Kula
- Filip Pławiak
- Marcin Koszałka
- Kamil Szymański
- Marek Michalik
- Jerome Jacob
- Jakob M. Erwa
- Thierry Sebban
- Arturo Ruiz
- Marco Urizzi
- Jan Pelczar
- Tomasz Raczek
- Dorota Paciarelli
- Marco Simon Puccioni
- Wojciech Kabarowski
- Phillip B. Goldfine
- Waldemar Krzystek
- Dave Hutchinson
- Gianni Capaldi
- Jürgen Prochnow
- Wojciech Pszoniak
- Andrzej Seweryn
- Jacek Bromski

### 2017
- Tomasz Raczek
- Janusz Majewski
- Abel Ferrara
- Magdalena Zawadzka
- Piotr Fronczewski
- Franco Nero
- Anna Kazejak
- Hans-Werner Honert
- Piotr Derewenda
- Alla Belaya
- Stefan Halabiś
- Martin Jirousek
- Ewa Błaszczyk
- Małgorzata Foremniak
- Robert Biedroń
- Magdalena Nieć
- Agnieszka Rylik
- Violetta Schurawlow
- Marta Nowakowska
- Arpad Sopsits
- Maciej Żak
- Mariusz Gawryś
- Bodo Kox
- Arkadiusz Jakubik
- Mariusz Palej
- Vladislav Plevcik
- Bartłomiej Topa
- Piotr Gąsowski
- Sebastian Stankiewicz
- Jakub Pruszkowski
- Janusz Kołodziej
- Leszek Stanek